# Antennariidae
Antennariidae är en familj av fiskar som ingår i ordningen marulkartade fiskar (Lophiiformes). Enligt Catalogue of Life omfattar familjen Antennariidae 45 arter. 
Släkten enligt Catalogue of Life:
- Allenichthys, med en art
- Antennarius, med 11 arter
- Antennatus, med 12 arter
- Echinophryne, med tre arter
- Histiophryne, med fem arter
- Histrio, med en art
- Kuiterichthys, med två arter
- Lophiocharon, med tre arter
- Nudiantennarius, med en art
- Phyllophryne, med en art
- Rhycherus, med två arter
- Tathicarpus, med en art

## Bildgalleri

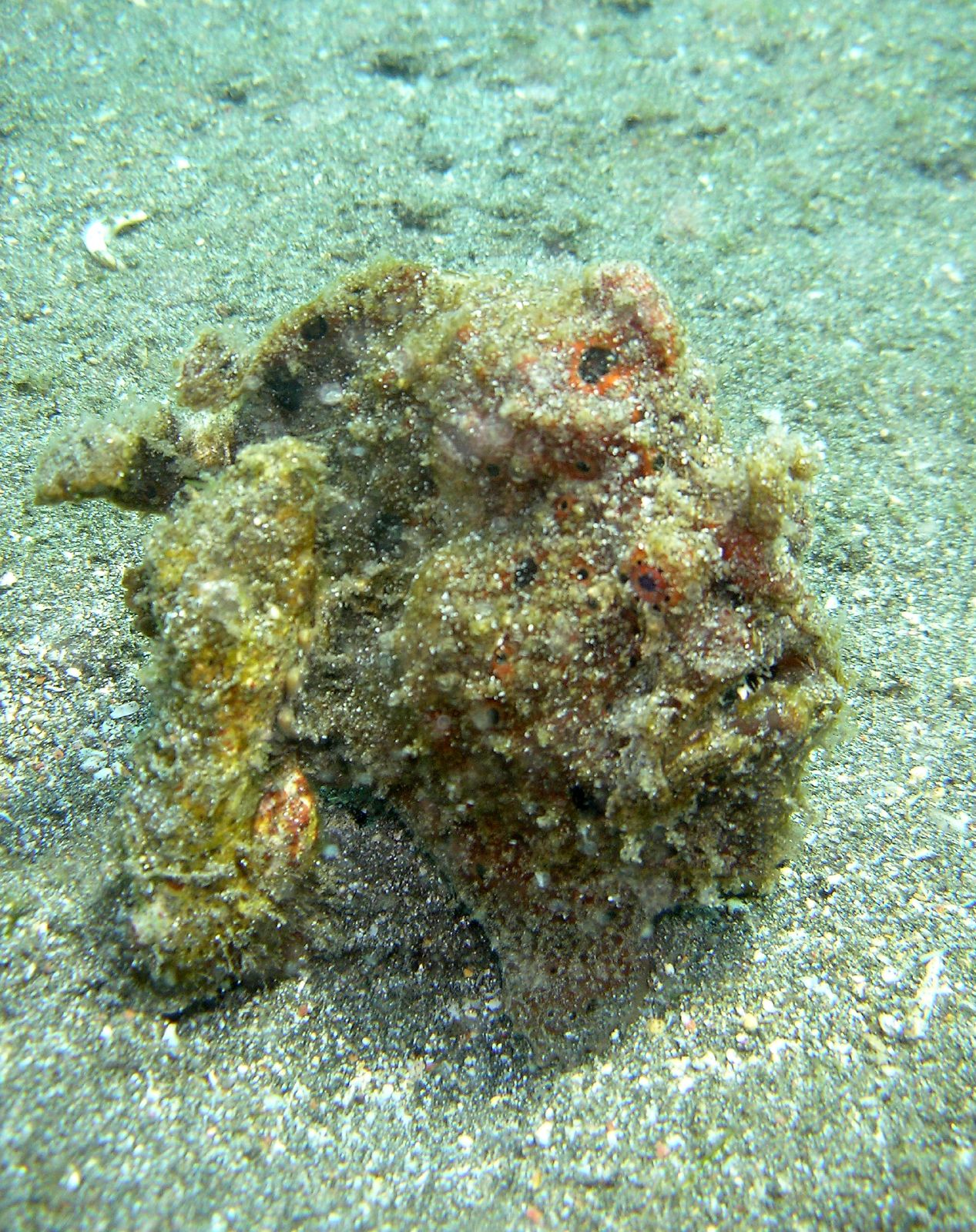
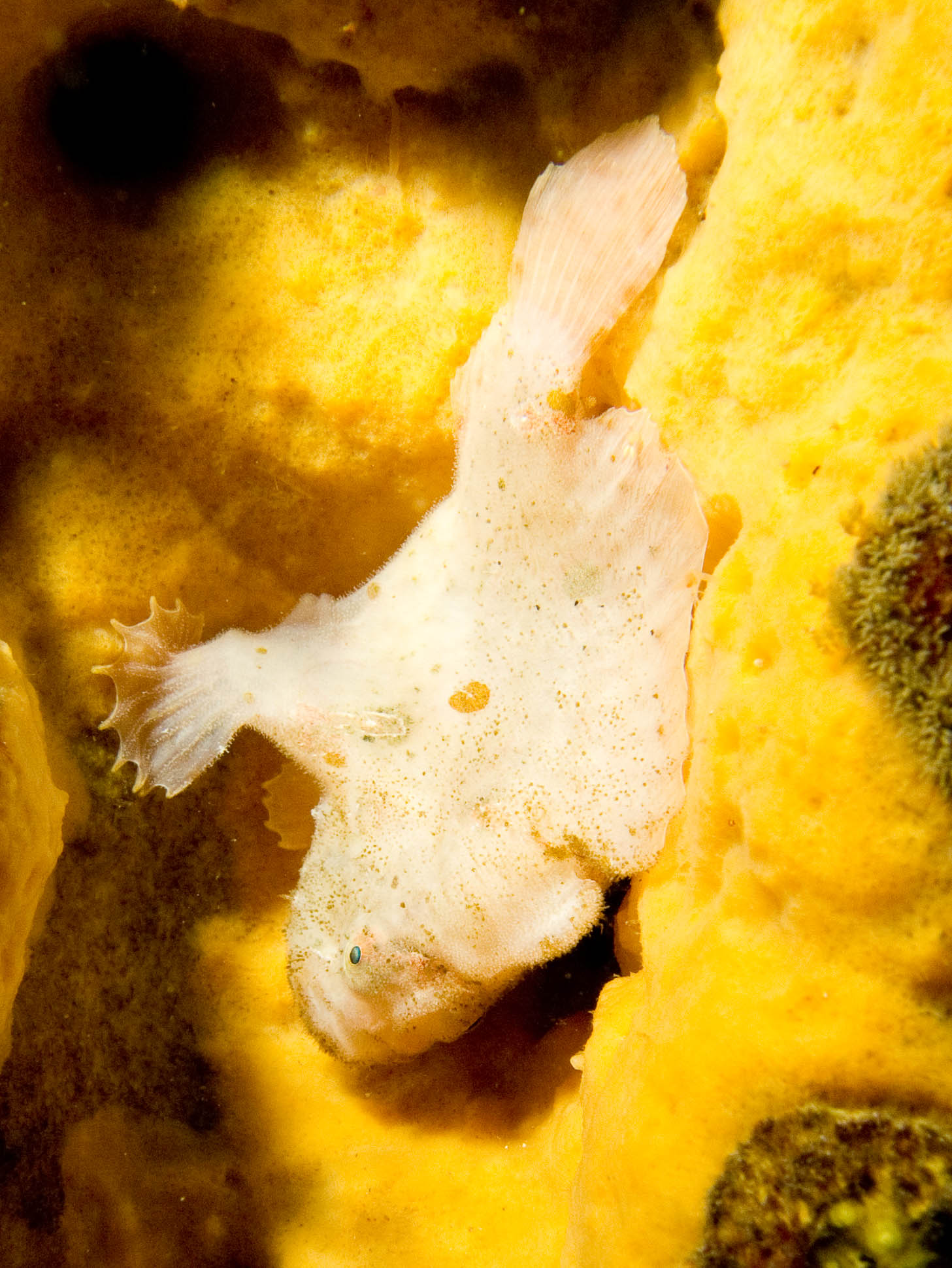
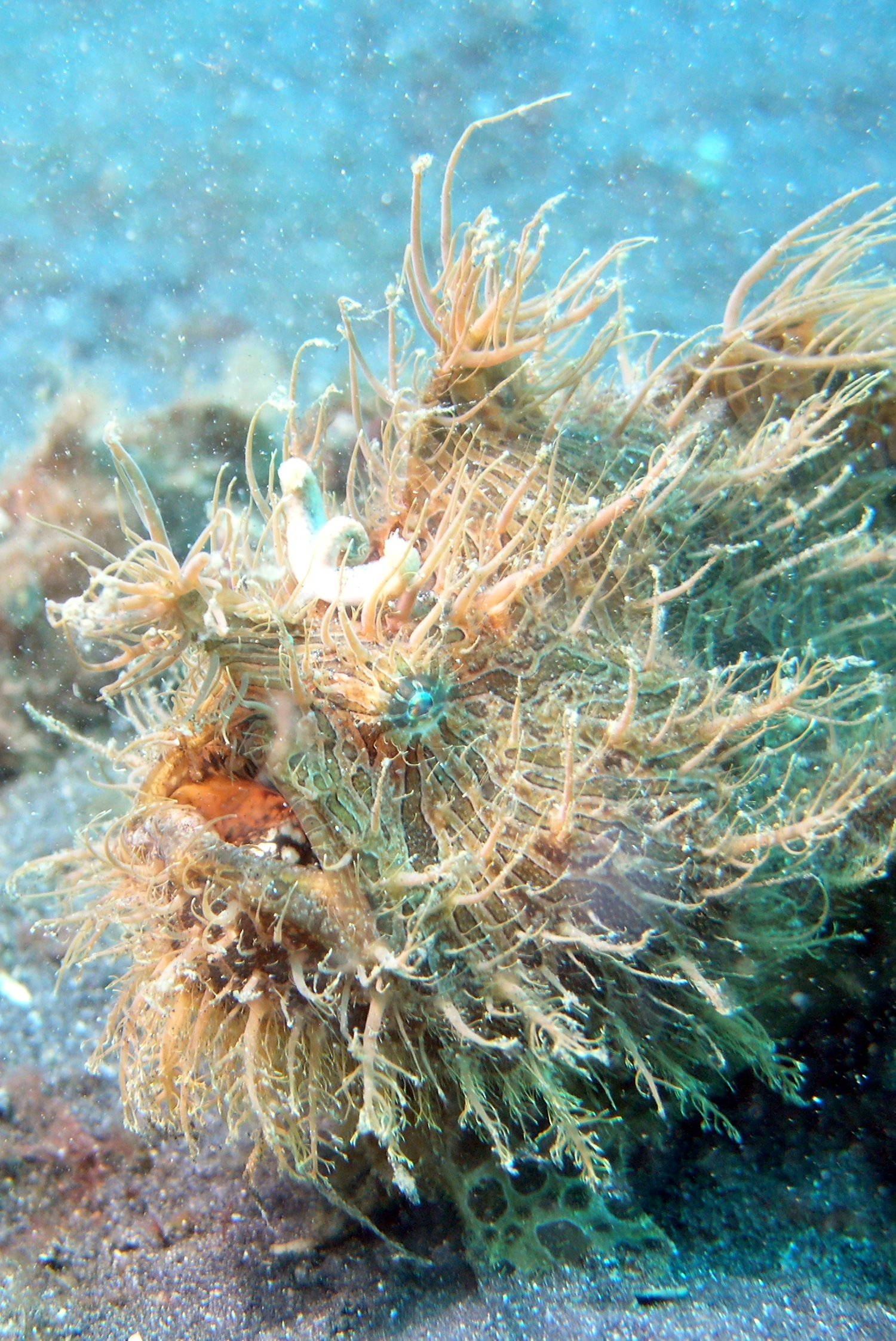